# Alleanza Nazionale (Lettonia)
Alleanza Nazionale (in lettone: Nacionālā Apvienība - NA, nome completo: Nacionālā apvienība "Visu Latvijai!” – "Tēvzemei un Brīvībai/LNNK", ossia Alleanza Nazionale - "Tutto per la Lettonia!" - "Per la Patria e la Libertà/LNNK") è un partito politico fondato in Lettonia nel 2011.
Già affermatosi nel 2010 come coalizione elettorale, ad essa hanno preso parte due distinti soggetti politici:
- Per la Patria e la Libertà/LNNK, fondato nel 1997;
- Tutto per la Lettonia, affermatosi nel 1996.

Il partito politico è stato fondato nel luglio 2011 sotto la guida di Gaidis Bērziņš e Raivis Dzintars. Alle elezioni dell'ottobre 2014 è entrato in una coalizione di governo di centro-destra assieme a Unità e all'Unione dei Verdi e degli Agricoltori guidato da Laimdota Straujuma. Dal 2011 sino al 2023 ha sostenuto tutti i governi della Lettonia, incluso dal gennaio 2019 il Governo Kariņš (dove esprime tre ministri), in opposizione al Partito Socialdemocratico "Armonia". Si trova attualmente all'opposizione del Governo Siliņa.
È membro dei Conservatori e Riformisti Europei; l'eurodeputato espresso, Roberts Zīle, è anche uno dei Vicepresidenti del Parlamento europeo dal 18 gennaio 2022.

## Ideologia e posizioni
Di orientamento nazional conservatore di destra, i suoi valori sono innanzitutto ravvisabili nella protezione della lingua, della cultura e del patrimonio lettone, con delle posizioni filo-occidentali in materia di politica estera, pro-Ucraina, caratterizzate dall'appartenenza alla NATO e anti-Cremlino, anche in seno al Consiglio d'Europa.
Sostiene riforme economiche per promuovere la concorrenza e auspica una "pensione minima non tassabile" per tutti i cittadini.
Talvolta è stato classificato come populista, euroscettico o "eurorealista", nonché contrario all'accoglienza su base volontaria e alle quote di ridistribuzione dei migranti dell'Unione europea. Ha paragonato i sostenitori dell'immigrazione con i collaboratori che sostennero i piani di immigrazione di massa verso la Lettonia durante l'era sovietica. Nell'agosto 2015 partecipò all'organizzazione di manifestazioni anti-immigrazione a Rīga.

## Risultati elettorali
| Elezione          | Voti    | %     | Seggi    |
| ----------------- | ------- | ----- | -------- |
| Parlamentari 2010 | 74.028  | 7,67  | 8 / 100  |
| Parlamentari 2011 | 127.208 | 13,88 | 14 / 100 |
| Parlamentari 2014 | 151.567 | 16,72 | 14 / 100 |
| Europee 2014      | 63.229  | 14,36 | 1 / 8    |
| Parlamentari 2018 | 92.963  | 11,01 | 13 / 100 |
| Europee 2019      | 77.591  | 16,49 | 2 / 8    |
| Parlamentari 2022 | 84.949  | 9,29  | 13 / 100 |
| Europee 2024      | 114.858 | 22,07 | 2 / 9    |